# Tunyogi Bernadett
Tunyogi Bernadett (Budapest, 1973. Október 22. – ) magyar színésznő, énekesnő.

## Életpályája
1981–1988 között a Magyar Rádió és a Magyar Állami Operaház gyermekkórusának tagja volt. 1993–1997 között a Színház- és Filmművészeti Egyetem hallgatója, Szinetár Miklós osztályában. 1998–2001 között a Budapesti Operettszínház tagja, majd 2001-től szabadúszó.

## Családja
Férje Molnár László színész-rendező volt, akitől elvált. Egy lányuk született, Maja (2006). Édesapja Tunyogi Péter énekes, testvére Tunyogi Orsi énekesnő. 2018-2024 között Soponyai Géza volt a férje.

## Színpadi szerepei
- Jerry Herman: Hello, Dolly!... Miss Minnie Fay
- Sárossy Szüle Mihály: Egy bolond százat csinál... Betty (amerikai lány)
- John Kander – Fred Ebb: A pókasszony csókja... Marta
- Frank Wildhorn: Jekyll és Hyde... Emma Carew
- Nemes István – Böhm György – Korcsmáros György – Horváth Péter – Dés László: Valahol Európában...Éva
- Charles Dickens – Lionel Bart: Oliver... Nancy
- Benny Andersson – Björn Ulvaeus – Tim Rice: Sakk... Svetlana Sergievsky
- Pataky Attila – Gömöri Zsolt: EDDA musical – A kör... Írisz
- Jókai Mór – Szűts István: A kőszívű ember fiai... Lánghy Aranka
- Andrew Lloyd Webber – Tim Rice: Evita... Kidobott szerető
- Rejtő Jenő – Vajda Katalin – Lázár Zsigmond – Baráthy György: Piszkos Fred, a kapitány... Pepita Ofélia
- Várkonyi Mátyás – Miklós Tibor: Sztárcsinálók... Agrippina
- Georges Feydeau: Kézről kézre... Sophie, Renaux felesége
- Kálmán Imre: A cirkuszhercegnő... Miss Mabel
- Kálmán Imre: Csárdáskirálynő... Stázi,komtess

## Televízió szereplései, filmjei
- Valahol Európa (TV – zenés  összeállítás,  2003.)
- Határok nélkül – Szilveszteri gálaműsor a Szolnoki Szigligeti Színházból (TV – 2008.)
- Keresztanyu – Rajongó lány (sorozat, 2022)

## Díjai
- eMeRTon-díj 2001. év Legjobb Musical énekesnője[4]